# Havetoftloit
Havetoftloit (in danese Havetoftløjt) è una frazione del comune tedesco di Mittelangeln.

## Storia
Il 1º marzo 2013 il comune di Havetoftloit venne fuso con i comuni di Rüde e di Satrup, formando il nuovo comune di Mittelangeln.